# Sypilus orbignyi
Sypilus orbignyi là một loài bọ cánh cứng trong họ Cerambycidae.